# 白川町立白川小学校中川分校
白川町立白川小学校中川分校（しらかわちょうりつ　しらかわしょうがっこう　なかがわぶんこう）は、かつて岐阜県加茂郡白川町に存在した公立小学校の分校。

## 概要
- 白川小学校の分校であり、現在の白川町中川が校区であった。1967年時点での児童数は44名。1969年廃校。
- 校舎は白川小学校中川教室として、1970年7月まで使用された。

## 沿革
- 1873年（明治6年）
  - 3月 - 及第義校の支校として、須崎村に証明支校が開校。須崎村の舞台を仮校舎とする。
  - 12月 - 独立し、証明義校となる。
- 1874年（明治7年）9月 - 中屋村、須崎村が合併して中川村が発足。
- 1877年（明治10年）12月 - 中川小学校に改称する。
- 1885年（明治18年） - 移転。校舎は購入した民家を移築する。
- 1886年（明治19年） - 中川簡易科小学校に改称する。
- 1889年（明治22年）7月1日 - 和泉村、水戸野村、広野村、白山村、河東村、河岐村、中川村が合併し、西白川村が発足。
- 1892年（明治25年） - 中川尋常小学校に改称する。
- 1903年（明治36年） - 校舎を新築する。
- 1908年（明治41年） - 和泉尋常高等小学校、中川尋常小学校、白山尋常小学校、河東簡易科小学校が合併し、西白川尋常小学校となる。旧・中川尋常小学校は西白川尋常小学校第一分教場となる。
- 1910年（明治43年） - 西白川尋常小学校中川分教場に改称する。
- 1939年（昭和14年） - 西白川尋常高等小学校中川分教場に改称する。
- 1941年（昭和16年）4月1日 - 西白川国民学校中川分教場に改称する。
- 1947年（昭和22年）4月1日 - 西白川村立西白川小学校中川分校に改称する。
- 1953年（昭和28年）4月1日 - 西白川村が町制を施行、白川町となる。同時に白川町立白川小学校中川分校に改称する。
- 1969年（昭和44年）
  - 3月 - 白川町議会で白川小学校と白川小学校中川分校の統合が決まる。
  - 4月 - 廃校。白川小学校新校舎の完成までの暫定処置として、白川小学校中川教室となる。
- 1970年（昭和45年）7月 - 白川小学校の新校舎完成。中川教室を廃止。